# Praça Marquês de Pombal
La Praça Marquês de Pombal (Plaza del Marqués de Pombal) se sitúa entre la Avenida da Liberdade y el Parque Eduardo VII, en la ciudad portuguesa de Lisboa. En el centro se levanta un monumento al Marqués de Pombal, inaugurado en 1934. 
El despótico estadista que condujo a Portugal hacia la Ilustración, gobernó entre los años 1750 y 1777. Su imagen se encuentra en lo alto de una columna, con la mano puesta encima de un león (símbolo del poder) y con los ojos mirando hacia la Baixa. 
En la base del monumento, las imágenes alegóricas representan las reformas políticas, educativas y agrícolas que efectuó. Las figuras de pie representan a la Universidad de Coímbra, donde creó la nueva facultad de ciencias. Las piedras partidas en la base del monumento y las olas representan la destrucción causada por el Terremoto de 1755. Las esculturas e inscripciones en el pedestal que relatan las proezas de Pombal pueden ser vistas siguiendo por el pasillo subterráneo para acceder al centro de la plaza. La calzada alrededor de la rotonda está decorada con el escudo de armas de Lisboa. 
La otrora llamada Rotunda (rotonda), fue el lugar elegido para proclamar la república el 5 de octubre de 1910. 
- Datos: Q1807096
- Multimedia: Praça do Marquês de Pombal (Lisbon) / Q1807096